# Фитнес-браслет

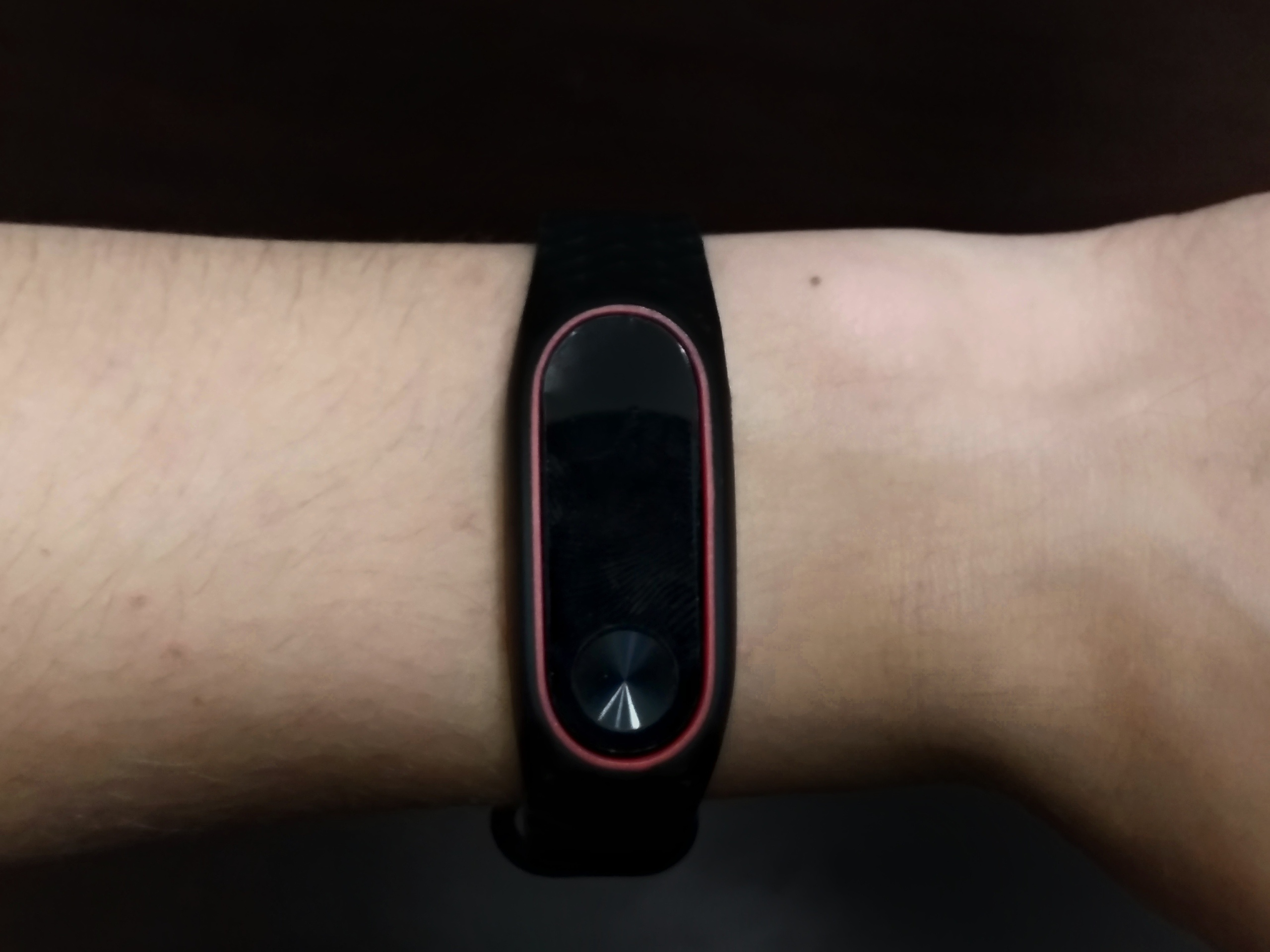
Трекер активности Xiaomi Mi Band 2

Фитнес-браслет также известный как Трекер активности, Смарт-браслет или Фитнес-трекер, это устройство или приложение предназначенное для мониторинга показателей связанных с фитнесом. Таких как: пройденное расстояние, потребление калорий, показатели сердечного ритма и качества сна. Фитнес трекер заменяет: секундомер, шагомер, часы, будильник, пульсометр, спидометр, высотомер. Является одним из видов носимого компьютера. В настоящее время этот термин чаще всего используется для умных часов, которые синхронизируются со смартфоном или компьютером для отслеживания данных, и выполняют роль трекера активности. Также существуют мобильные приложения для отслеживания фитнес активности. Некоторые исследователи утверждают, что использование таких устройств не приводит к значительному уменьшению веса человека.

## История
Термин «трекер активности» в основном относится к носимым устройствам, которые контролируют и фиксируют фитнес-деятельность человека. Их концепция берет начало в печатных журналах, в которых были таблицы, предоставленные в США Советом Президента по физической культуре и спорту. Совершенствование технологий в конце 20-го и начале 21-го века позволило автоматизировать мониторинг и регистрацию занятий фитнесом и интегрировать их в относительно легко носимое оборудование. Ранние примеры представляли собой велосипедные компьютеры и наручные часы, которые фиксировали скорость, продолжительность активности, пройденное расстояние и т. д. Первый, пригодный для ношения, датчик сердечного ритма для спортсменов был выпущен в 1981 году. Надежные устройства для отслеживания физического состояния, в том числе беспроводной мониторинг сердечного ритма, стали доступны в электронике потребительского класса в начале 2000-х годов.
Со временем электронные трекеры активности, для большей точности измерений, стали дополняться акселерометрами и высотомерами. Помимо этого, исходя из полученных данных трекеры научились рассчитывать расход калорий и анализировать качество сна. Некоторые трекеры включают сигнал тревоги, в случаях остановки сердца и подходят под определение «Медицинское изделие». В США BodyMedia разработала одноразовый трекер активности, который можно носить в течение недели. Это изделие нацелено на медицинские и страховые компании, которые стремятся измерить работоспособность сотрудников или клиентов. Другие трекеры для отслеживания активности предназначены для наблюдения за жизненно важными показателями у пожилых людей, эпилептиков и людей с нарушениями сна и помогают при уходе за больными.
В 2014 году были представлены трекеры активности для животных.
Привлекательность трекеров активности состоит в том, что они превращают повышение активности человека в игру с элементами соперничества, так как люди могут обмениваться результатами тренировок через социальные сети. У многих пользователей складывается двойственное впечатление о данных технологиях так как они не гарантируют неприкосновенность личных данных человека.
В 2016 году организациями ЮНИСЕФ и Garmin были достигнуты некоторые успехи в отношении слежения за фитнес активностью детей.

## Носимые датчики
Носимые датчики широко используются в медицине, спорте и сфере безопасности. Носимые датчики могут обнаруживать аномальные и непредвиденные ситуации, а также контролировать физиологические параметры и симптомы. Эта технология изменила подход к охране здоровья так как позволяет осуществлять непрерывный мониторинг за пациентом без его госпитализации. Через трекер активности мед. работникам может быть предоставлена информация о температуре тела пациента, частоте сердечных сокращений, активности мозга, движения мышц и других данных. Также спрос на носимые датчики вырос в сфере спорта. Например, несколько лет назад, потливость можно было измерить только в лабораторных условиях. А сейчас это возможно с помощью продвинутых трекеров активности.

## Производительность
Трекеры активности доступны как с дисплеем, так и без него.
Некоторые движения пользователя, такие как работа по дому, езда на велосипеде, плавание, танцы или гребля, могут исказить результаты, полученные от трекеров активности. Например, в тесте, проводимом Stiftung Warentest, ни один трекер не мог точно определить расстояние пройденное на велосипеде. Кроме того, определённые показатели потребления калорий были неточными. Помимо этого, при измерении частоты сердечных сокращений трекерами для запястий, наблюдались большие отклонения. Поэтому для этого рекомендуется использовать соответствующие грудные ремни.
Также трудность состоит в том, что приложения некоторых трекеров активности передают личные данные и списки адресов на серверы в интернете без уведомления или запроса пользователя. Даже при соблюдении анонимности простое присутствие данных геолокации может представлять определённую угрозу для пользователя.

## Медицинское использование
Некоторые исследования показали, что ношение данных устройств людьми с ожирением и лишним весом не дает ожидаемого результата после 18 месяцев их использования.
В другом исследовании, испытуемые 4 месяца соблюдали физическую активность по программе фитнес трекеров. Результат показал, что испытуемые, которые использовали трекеры достигли лучших результатов, чем те, кто этого не делал. Однако исследования не дают ответа, влияют ли эти устройства на количество физической активности у детей.